# Lovre Kalinić
Lovre Kalinić (Split, 3. travnja 1990.) hrvatski je nogometni vratar i bivši reprezentativac. Trenutno je bez kluba.

## Karijera
U svojoj nogometnoj karijeri, Lovre je bio na posudbama po Junaku iz Sinja, Novalji i Karlovcu. Dolaskom Igora Tudora na mjesto trenera Hajduka postaje prvi golman kluba ispred Gorana Blaževića.
U sezoni 2015./16. postaje Hajdukovim rekorderom bez primljenog pogotka u prvenstvenim utakmicama. Kalinić je nanizao osam utakmica bez primljenog pogotka ili ukupno 775 minuta čiste mreže, čime je pretekao bivšeg rekordera Zorana Slavicu koji je držao rekord sa 711 minutom bez primljenog pogotka, u sezoni 1992./93.
Nakon što mu je transfer u engleski Aston Villa u zimskom prijelaznom roku u sezoni 2015./16., Kalinić je postao kapetan u Hajduku nakon odlaska Gorana Milovića.
U zimskom prijelaznom roku u sezoni 2016./17., Kalinić je potpisao za belgijski Gent koji je za njega izdvojio 3,1 milijuna eura. U svibnju 2017. je Kalinić izabran za najboljeg vratara Belgije. Bivšeg vratara Hajduka su za najboljeg izabrali kolege igrači. U 19 odigranih prvenstvenih utakmica, na njih osam je prošao bez primljenog pogotka.
Dana 21. prosinca 2018. godine, engleski drugoligaš Aston Villa dogovorila je transfer hrvatskog vratara iz belgijskog Genta. Za Kalinića je engleski klub izdvojio 7,7 milijuna eura, s čime je postao najskuplji hrvatski vratar u povijesti. Za Aston Villu je debitirao 5. siječnja 2019. godine, u visokom porazu (0:3) u kupu od Swansea.
Kalinić se i nije baš naigrao u novom klubu, pa su ga ubrzo poslali na šestomjesečnu posudbu u francuski Toulouse. Za francuski klub je skupio samo 4 nastupa i ubrzo se vratio u Aston Villu.
Nakon povratka nije bio u planu trenera, te je većinu vremena proveo na tribinama. Zbog toga su ga ponovno poslali na posudbu, ovaj put u splitski Hajduk.
Statistika u Hajduku
| Natjecanje        | Nastupi | Zgoditci |
| ----------------- | ------- | -------- |
| Prvenstvo         | 102     | 0        |
| Kup               | 12      | 0        |
| Superkup          | 1       | 0        |
| Međunarodne       | 19      | 0        |
| Splitski podsavez | 0       | 0        |
| Ukupno            | 134     | 0        |
| Prijateljske      | 44      | 0        |
| Sveukupno         | 178     | 0        |

## Reprezentacija
31. listopada 2013. izbornik reprezentacije, Niko Kovač, objavio je popis igrača za utakmicu s Islandom među kojima je bio i Lovre. Za reprezentaciju debitira na West Hamovu Boleyn Groundu 12. studenog 2014. u prijateljskom ogledu protiv Argentine. Pomlađen sastav Hrvatske tijesno je poražen 1 : 2, a Kalinić je primio neregularan Agüerov pogodak rukom i jedanaesterac Lionela Messija kojega je sam skrivio. Međutim, obranio je niz zahtjevnih udaraca jednom od najubojitijih napada svijeta i općenito bio među istaknutim pojedincima susreta. 
Hrvatski nogometni izbornik objavio je u svibnju 2016. popis za nastup na Europskom prvenstvu u Francuskoj, na kojem je se nalazio Kalinić.

## Priznanja

### Individualna
- 2018.: Odlukom Predsjednice Republike Hrvatske Kolinde Grabar-Kitarović odlikovan je Redom kneza Branimira s ogrlicom, za izniman, povijesni uspjeh hrvatske nogometne reprezentacije, osvjedočenu srčanost i požrtvovnost kojima su dokazali svoje najveće profesionalne i osobne kvalitete, vrativši vjeru u uspjeh, optimizam i pobjednički duh, ispunivši ponosom sve hrvatske navijače diljem svijeta ujedinjene u radosti pobjeda, te za iskazano zajedništvo i domoljubni ponos u promociji sporta i međunarodnog ugleda Republike Hrvatske, te osvajanju 2. mjesta na 21. Svjetskom nogometnom prvenstvu u Ruskoj Federaciji.[11]

### Klupska
Hajduk Split
- Hrvatski nogometni kup (3): 2012./13., 2021./22., 2022./23.

### Reprezentativna
- Svjetsko prvenstvo: 2018. (2. mjesto)[12]

## Vanjske poveznice

### Sestrinski projekti
|  | Zajednički poslužitelj ima još gradiva o temi Lovre Kalinić |

### Mrežna sjedišta
- Profil, Hrvatski nogometni savez
- Profil, Soccerway (engl.)
- Profil, Transfermarkt (engl.)